# 阿努维尔-维尔梅尼勒
阿努维尔-维尔梅尼勒（法語：Annouville-Vilmesnil，法語發音：[anuvil vilmenil]）是法国滨海塞纳省的一个市镇，属于勒阿弗尔区。该市镇于1823年由原市镇阿努维尔（Annouville）和维尔梅尼勒（Vilmesnil）合并而成。

## 地理
阿努维尔-维尔梅尼勒（49°40'42"N, 0°25'59"E）面积5.82 平方千米，位于法国诺曼底大区滨海塞纳省，该省份为法国北部沿海省份，其西部及北部濒大西洋英吉利海峡，东起顺时针与索姆省、瓦兹省、厄尔省和卡爾瓦多斯省接壤。
与阿努维尔-维尔梅尼勒接壤的市镇（或旧市镇、城区）包括：贝克德莫尔塔涅、布雷特维尔-迪格朗科、格兰维尔-伊莫维尔、芒特维尔。

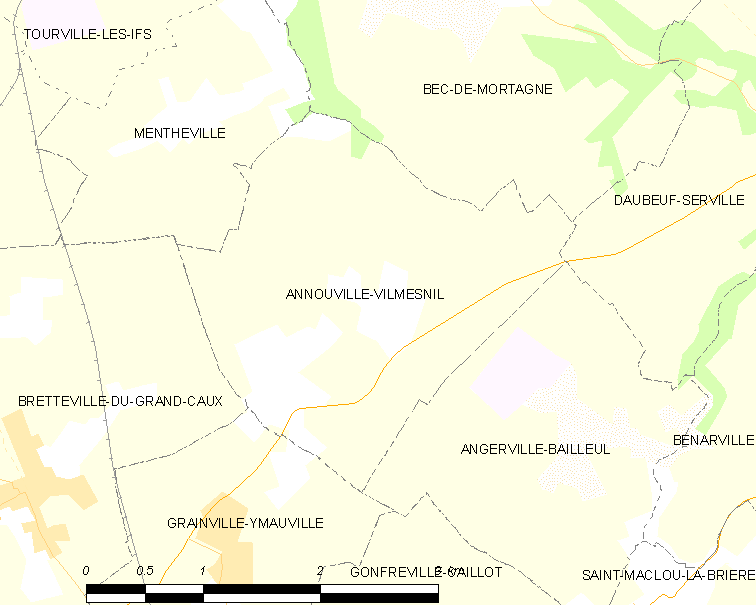
阿努维尔-维尔梅尼勒的OSM定位图

阿努维尔-维尔梅尼勒的时区为UTC+01:00、UTC+02:00（夏令时）。

## 行政
阿努维尔-维尔梅尼勒的邮政编码为76110，INSEE市镇编码为76021。

## 政治
阿努维尔-维尔梅尼勒所属的省级选区为圣罗曼-德科尔博斯克县。

## 人口

1962-2008年间阿努维尔-维尔梅尼勒人口变化图示

阿努维尔-维尔梅尼勒于2022年1月1日时的人口数量为449人。